# Liste der Biografien/Ty
Liste der Biografien |
Portal Biografien |
Personensuche
# |
A |
B |
C |
D |
E |
F |
G |
H |
I |
J |
K |
L |
M |
N |
O |
P |
Q |
R |
S |
T |
U |
V |
W |
X |
Y |
Z |
?
 
Ta |
Tc |
Te |
Tf |
Tg |
Th |
Ti |
Tj |
Tk |
Tl |
Tm |
To |
Tq |
Tr |
Ts |
Tu |
Tv |
Tw |
Tx |
Ty |
Tz
Die Liste der Biografien führt alle Personen auf, die in der deutschsprachigen Wikipedia einen Artikel haben. Dieses ist eine Teilliste mit 364 Einträgen von Personen, deren Namen mit den Buchstaben „Ty“ beginnt.

## Ty
- Ty (1972–2020), britischer Rapper und Musikproduzent
- Ty Dolla Sign (* 1982), US-amerikanischer RapperTy Dolla Sign (* 1982)

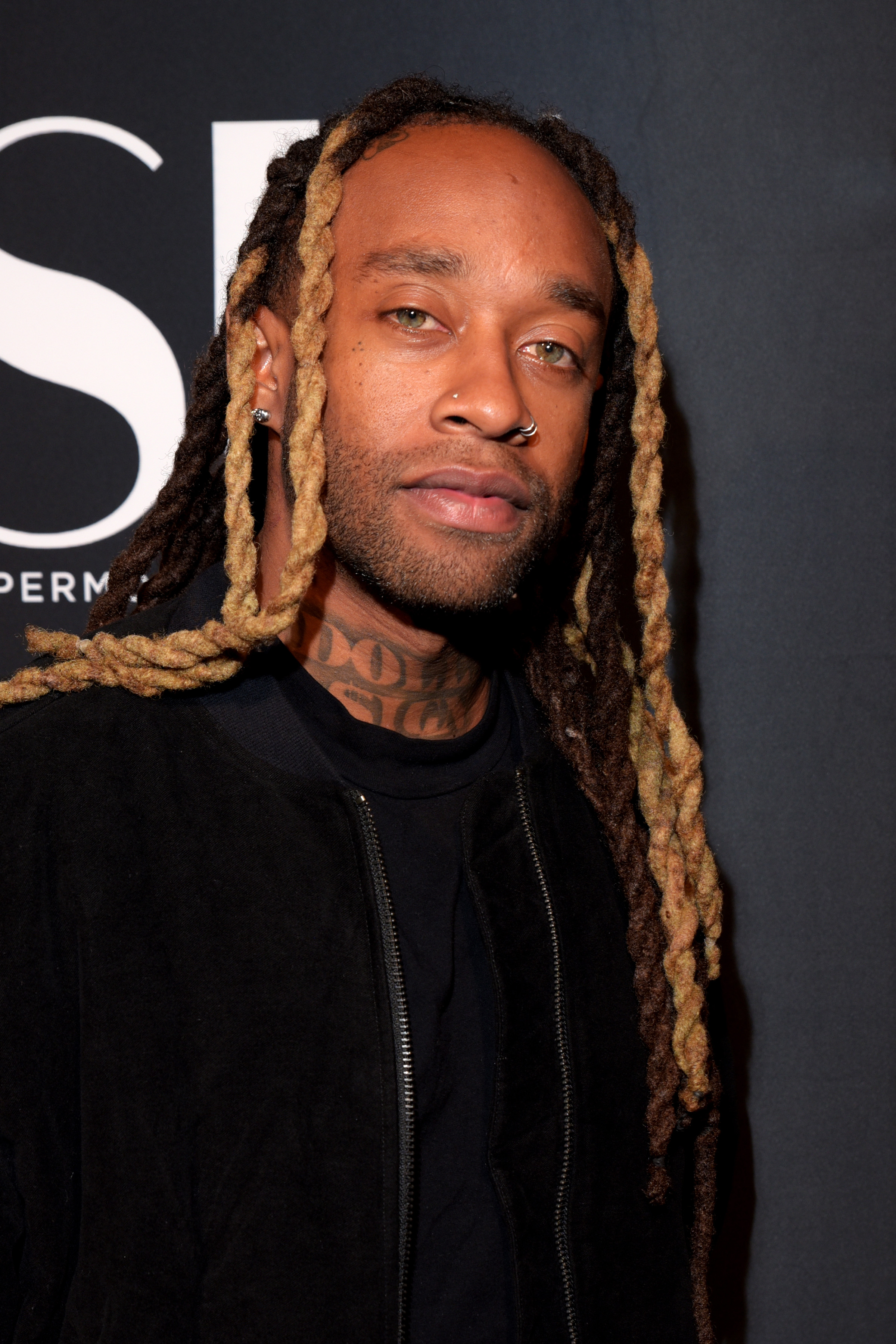
Ty Dolla Sign (* 1982)

- Ty, Manolo (* 1985), deutscher Fotograf und Künstler

### Tya
- Tyabji, Badruddin (1907–1995), indischer Diplomat
- Tyack, Ryan (* 1991), australischer Bogenschütze
- Tyacke, David (1915–2010), britischer Generalmajor
- Tyagi, Mahavir (1899–1980), indischer Politiker
- Tyard, Pontus de (1512–1605), französischer Dichter und Theologe
- Tyas, Sean (* 1979), amerikanischer DJ und Trance-Produzent

### Tyb
- Tybbeke, Magd
- Tyberg, Marcel (1893–1944), österreichischer Komponist
- Tybinka, Iryna (* 1977), ukrainische Diplomatin
- Týblová, Veronika (* 1970), tschechische Filmschauspielerin, Grundschullehrerin und ehemalige Kinderdarstellerin
- Tybor, Patrik (* 1987), slowakischer Radrennfahrer
- Tybring-Gjedde, Christian (* 1963), norwegischer Politiker
- Tybring-Gjedde, Ingvil Smines (* 1965), norwegische Politikerin
- Tybring-Gjedde, Mathilde (* 1992), norwegische Politikerin
- Tybussek, Daniel (* 1977), deutscher Politiker (SPD)
- Tybussek, Helmut (1936–2019), deutscher Fußballspieler
- Tybussek, Karl (1898–1943), deutsches KPD-Mitglied, Widerstandskämpfer und NS-Opfer

### Tyc
- Tyc, Tadeusz (* 1983), franko-polnischer Fußballspieler
- Tyc-Holm, Liselotte (1921–2012), deutsche Unternehmerin
- Týce, Roman (* 1977), tschechischer Fußballspieler
- Tych, Feliks (1929–2015), polnischer Historiker
- Tychicus, Begleiter des Apostels Paulus
- Tychios, griechischer Töpfer
- Tycho (* 1977), US-amerikanischer Musikproduzent, Komponist, Songwriter und Grafiker
- Tychsen, Jens Jacob (* 1975), dänischer Schauspieler und Synchronsprecher
- Tychsen, Marcus (* 1970), deutscher Fernsehmoderator und NachrichtensprecherMarcus Tychsen (* 1970)

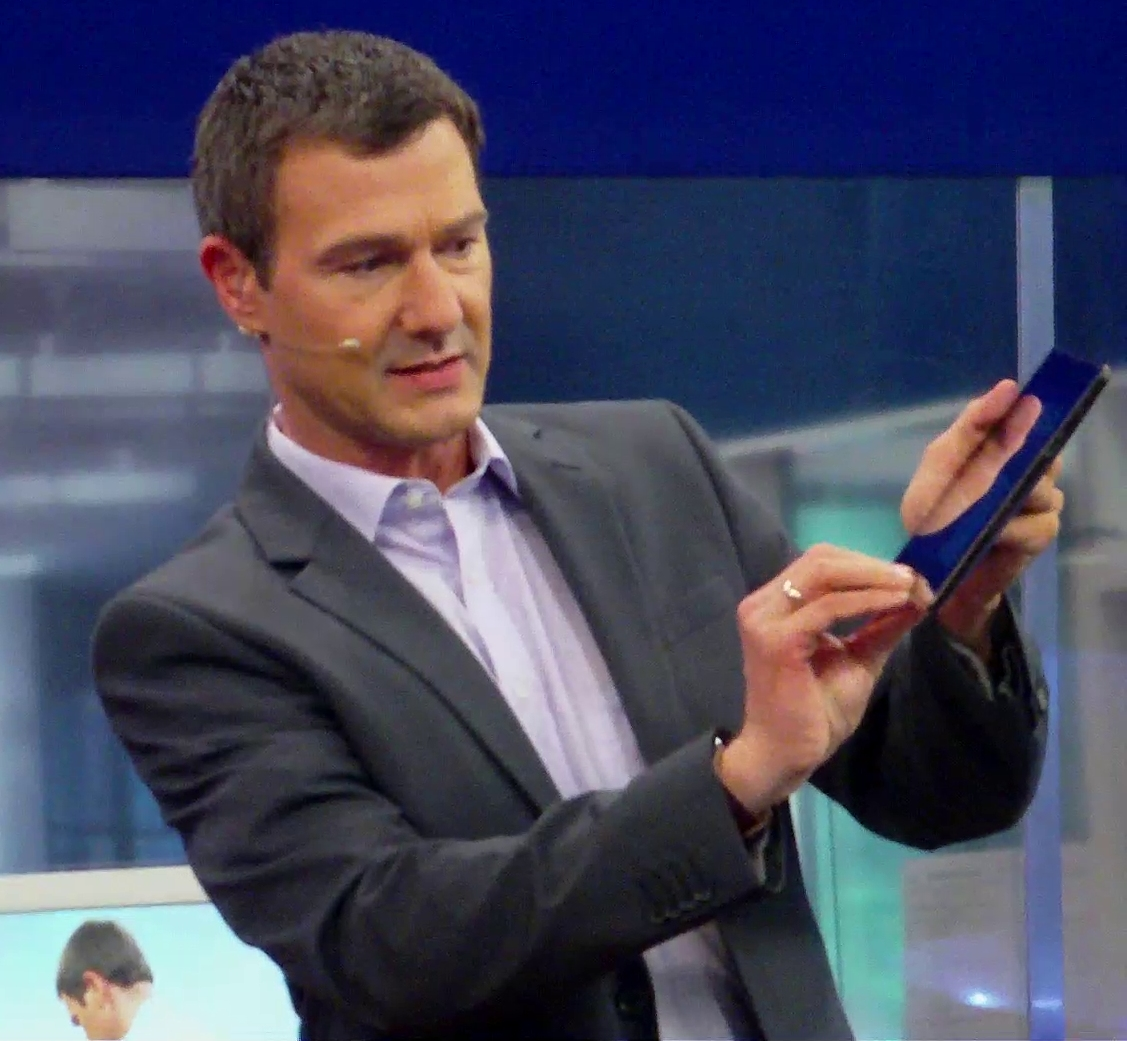
Marcus Tychsen (* 1970)

- Tychsen, Oluf Gerhard (1734–1815), deutscher Orientalist
- Tychsen, Thomas Christian (1758–1834), deutscher Orientalist
- Tychtl, Gerald (* 1941), österreichischer Politiker (SPÖ), Abgeordneter zum Nationalrat
- Tyciak, Julius (1903–1973), deutscher römisch-katholischer Theologe
- Tyconius, donatistischer Theologe
- Tycova, Katerina (* 1999), deutsche Squashspielerin

### Tyd
- Tydäus, Jakob (1628–1700), deutscher Historiker und lutherischer Theologe
- Tydeman, Hendrik Willem (1778–1863), niederländischer Rechts- und Staatswissenschaftler
- Tydeman, Meinard, der Ältere (1741–1825), niederländischer Rechtswissenschaftler und Historiker
- Tydén, Jesper (* 1975), schwedischer Musical-Darsteller, Sänger und Songwriter
- Tydeus († 405 v. Chr.), griechischer General
- Tydeus-Maler, griechischer Vasenmaler
- Tydfil, Tochter des walisischen Stammesführers Brychan Brycheiniog, Märtyrin
- tyDi (* 1987), australischer Trance-DJ und -Produzent
- Tydichius, Joachim, deutscher Jurist, Dichter und Offizier
- Tydings, Joseph (1928–2018), US-amerikanischer Politiker
- Tydings, Millard (1890–1961), US-amerikanischer Ingenieur, Jurist, Autor und Politiker der Demokratischen Partei

### Tye
- Tye, Christopher, englischer Organist und Komponist der Renaissance
- Tye, Henry (* 1948), US-amerikanischer Physiker
- Tye, Michael (* 1950), US-amerikanischer Philosoph
- Tyer, Mac (* 1979), französischer Rapper
- Tyers, Kathy (* 1952), US-amerikanische Schriftstellerin
- Tyers, Maddi (* 1989), australische Schauspielerin
- Tyers, Máiréad (* 1998), irische Schauspielerin

### Tyf
- Týfa, Josef (1913–2007), tschechischer Typograf

### Tyg
- Tyga (* 1989), US-amerikanischer RapperTyga (* 1989)

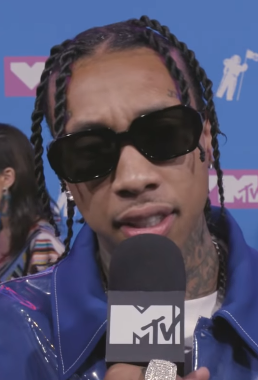
Tyga (* 1989)

- TYGAPAW, jamaikanische DJ und Musikproduzentin
- Tyger, Rob (* 1967), deutscher Musikproduzent, Komponist, Songwriter, Bassist und Gitarrist
- Tyghwyschyqwe, Qysbetsch (* 1777), tscherkessischer Kommandant und Soldat im Rang Dzepasche (General)
- Tygör, Elfriede (1903–1944), deutsche Widerstandskämpferin

### Tyi
- Tyiseseta, Manasse (1850–1898), Führer der Herero um Omaruru in Deutsch-Südwestafrika

### Tyk
- Tykociński-Tykociner, Józef (1877–1969), polnischer Ingenieur und Erfinder des Tonfilms
- Tykwer, Tom (* 1965), deutscher Filmregisseur, Filmproduzent, Filmkomponist und DrehbuchautorTom Tykwer (* 1965)

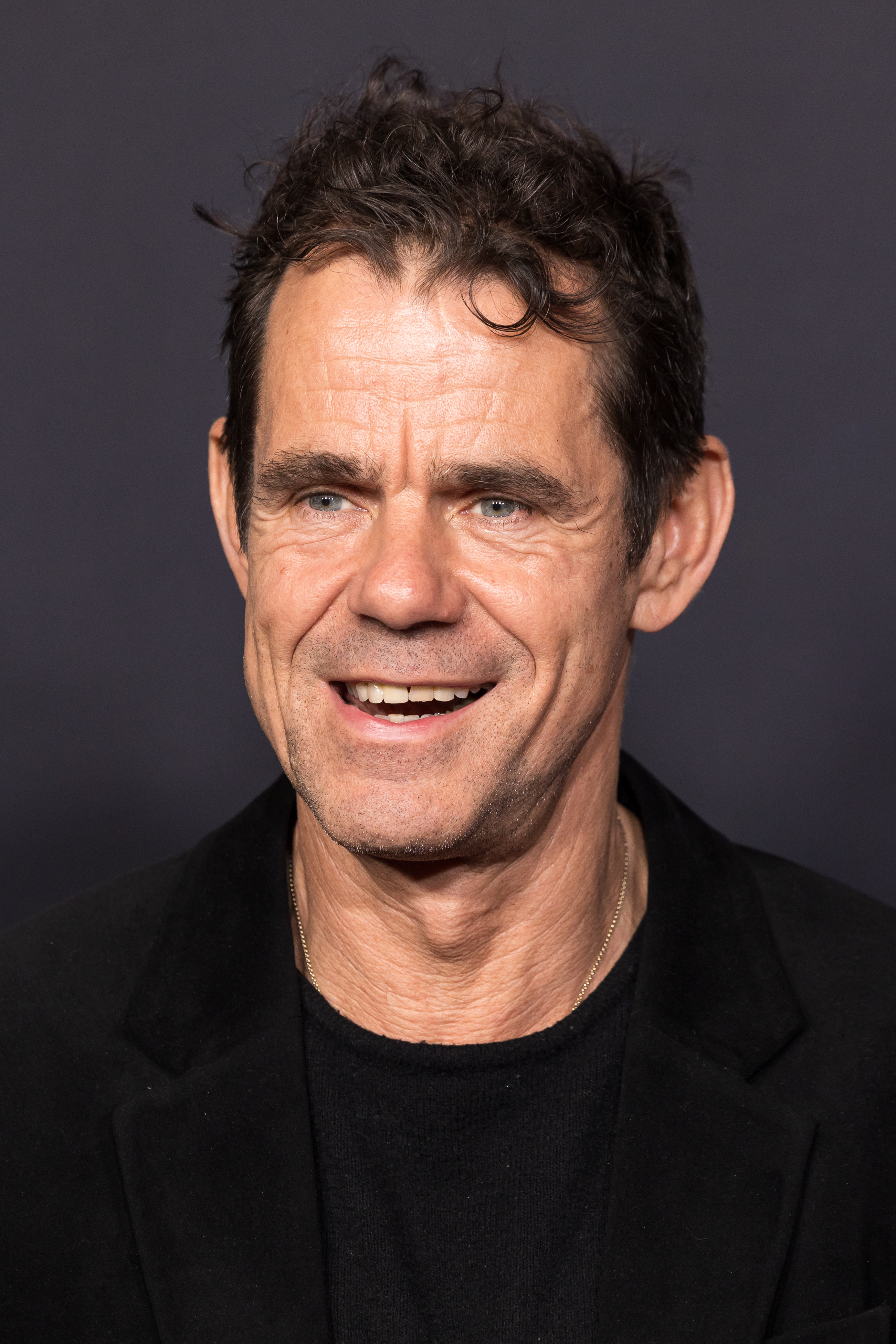
Tom Tykwer (* 1965)

### Tyl
- Tyl, Heřman Josef (1914–1993), tschechischer römisch-katholischer Priester, Prämonstratenser und Abt von Stift Tepl, Justizopfer des NS- und KP-Regimes
- Tyl, Josef Kajetán (1808–1856), tschechischer Dramatiker
- Tyla (* 2002), südafrikanische Sängerin
- Tyla, Sean (1946–2020), britischer Sänger und Rockmusiker
- Tyldesley, Addin (1878–1962), britischer Schwimmer und Wasserballspieler
- Tyldesley, Catherine (* 1983), britische Schauspielerin
- Tyldesley, Joyce (* 1960), britische Ägyptologin
- Tyldum, Ingri Aunet (* 1983), norwegische Skilangläuferin
- Tyldum, Jon Åge (* 1968), norwegischer Biathlet
- Tyldum, Morten (* 1967), norwegischer Regisseur
- Tyldum, Pål (* 1942), norwegischer Skilangläufer
- Tyldum, Per Olav (* 1964), norwegischer Politiker
- Tyle von Frankenberg, deutscher gotischer Steinbildhauer und Baumeister
- Tylecote, Edmund (1849–1938), englischer Cricketspieler
- Tyler, Aisha (* 1970), US-amerikanische Schauspielerin
- Tyler, Albert (1872–1945), US-amerikanischer Stabhochspringer
- Tyler, Alvin (1925–1998), amerikanischer Jazz- und Rock-’n’-Roll-Saxophonist
- Tyler, Amina (* 1994), tunesische Feministin
- Tyler, Anne (* 1941), US-amerikanische Schriftstellerin
- Tyler, Arthur (1915–2008), US-amerikanischer Bobfahrer
- Tyler, Asher (1798–1875), US-amerikanischer Politiker
- Tyler, Ashton (* 2006), US-amerikanischer Schauspieler
- Tyler, Beverly (1927–2005), US-amerikanische Schauspielerin
- Tyler, Bonnie (* 1951), walisische SängerinBonnie Tyler (* 1951)

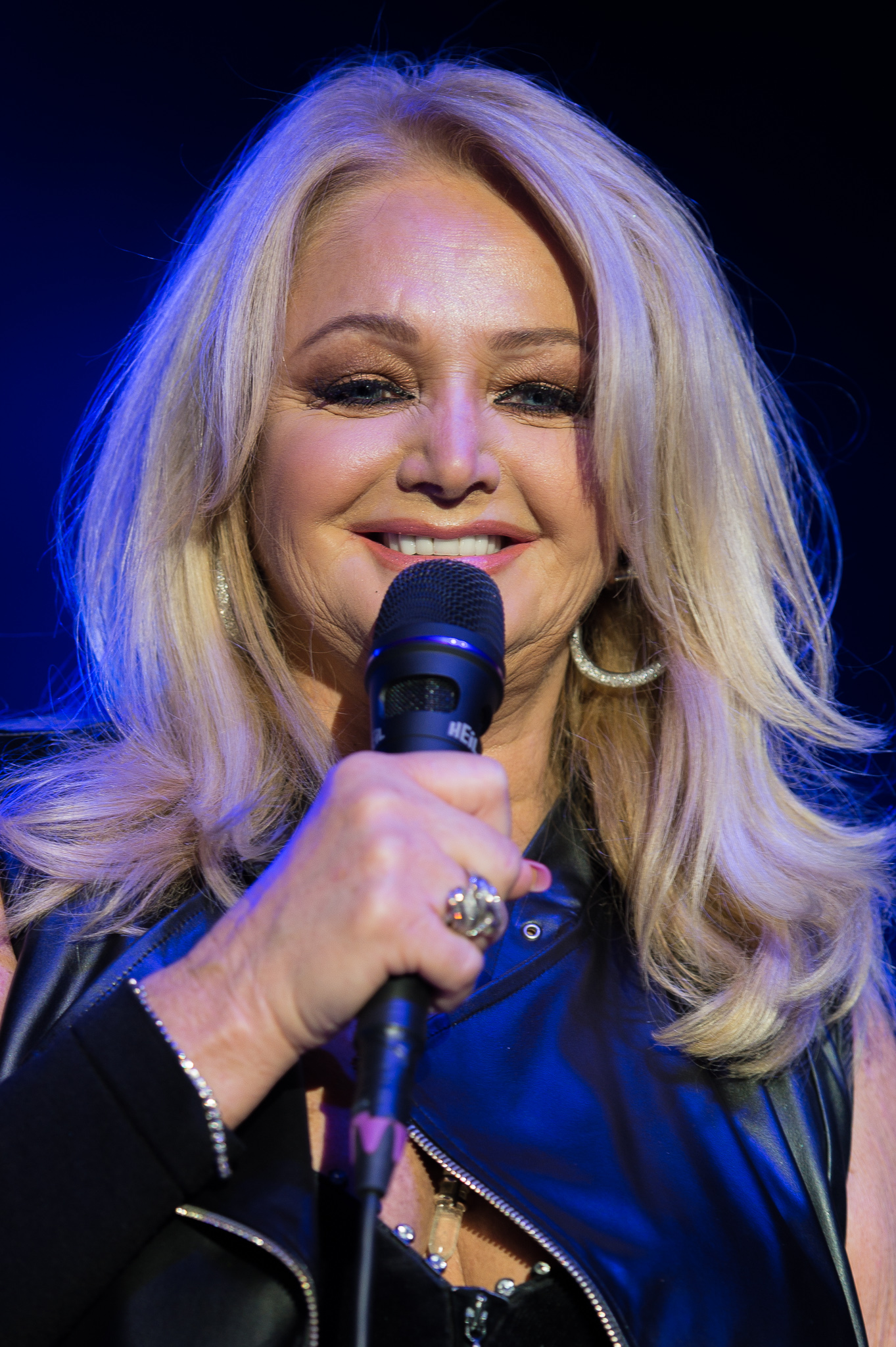
Bonnie Tyler (* 1951)

- Tyler, Brian (* 1972), US-amerikanischer Filmkomponist
- Tyler, Charles (1941–1992), US-amerikanischer Jazzsaxophonist
- Tyler, Claire, Baroness Tyler of Enfield (* 1957), britische Politikerin
- Tyler, Dani (* 1974), US-amerikanische Softballspielerin
- Tyler, David Gardiner (1846–1927), US-amerikanischer Politiker
- Tyler, Devyn, US-amerikanische Kinderdarstellerin und Schauspielerin
- Tyler, Dorothy (1920–2014), britische Leichtathletin
- Tyler, Francis (1904–1956), US-amerikanischer Bobfahrer
- Tyler, Frederick (* 1954), US-amerikanischer Schwimmer
- Tyler, Gary (* 1958), US-amerikanischer Häftling
- Tyler, Harold R. (1922–2005), US-amerikanischer Jurist
- Tyler, Harry (1888–1961), US-amerikanischer Schauspieler
- Tyler, James (* 1960), US-amerikanischer Bobfahrer
- Tyler, James Hoge (1846–1925), US-amerikanischer Politiker
- Tyler, James Manning (1835–1926), US-amerikanischer Jurist und Politiker
- Tyler, James Michael (1962–2021), US-amerikanischer Schauspieler
- Tyler, Joe (* 1948), US-amerikanischer Bobfahrer
- Tyler, John (1790–1862), US-amerikanischer Politiker, 10. Präsident der USA (1841–1845)John Tyler (1790–1862)

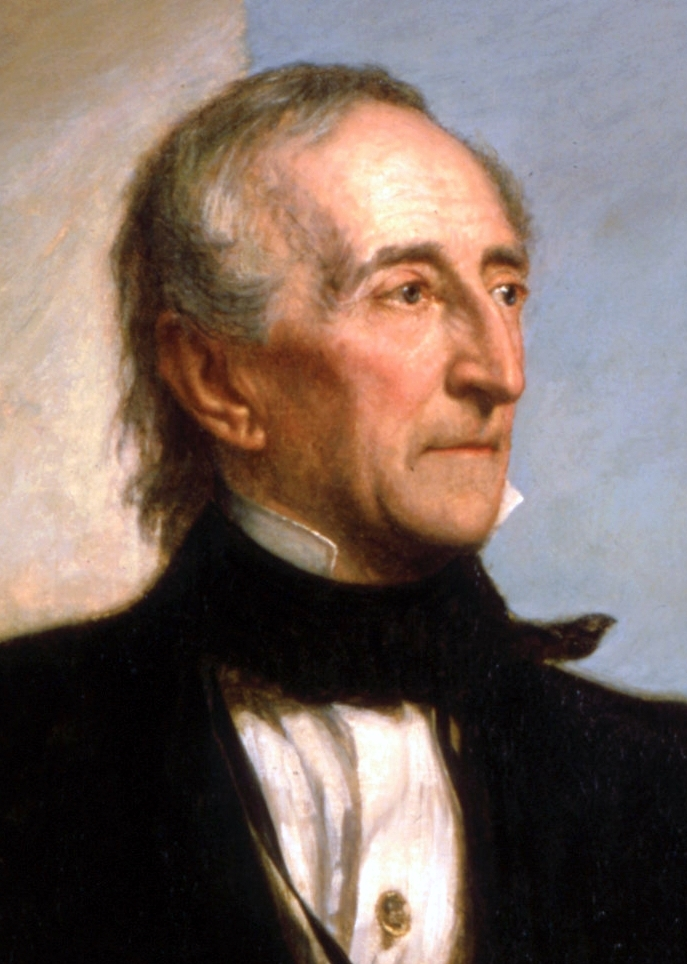
John Tyler (1790–1862)

- Tyler, John senior (1747–1813), US-amerikanischer Politiker und Jurist
- Tyler, Johnny (1918–1961), US-amerikanischer Country-Musiker
- Tyler, Judy (1932–1957), US-amerikanische Schauspielerin
- Tyler, Julia (1820–1889), US-amerikanische First Lady (1844–1845), zweite Gattin von Präsident John Tyler
- Tyler, Kevin (* 1963), kanadischer Bobfahrer
- Tyler, Letitia (1790–1842), First Lady der USA (1841–1842)
- Tyler, Liv (* 1977), US-amerikanische Schauspielerin und ModelLiv Tyler (* 1977)

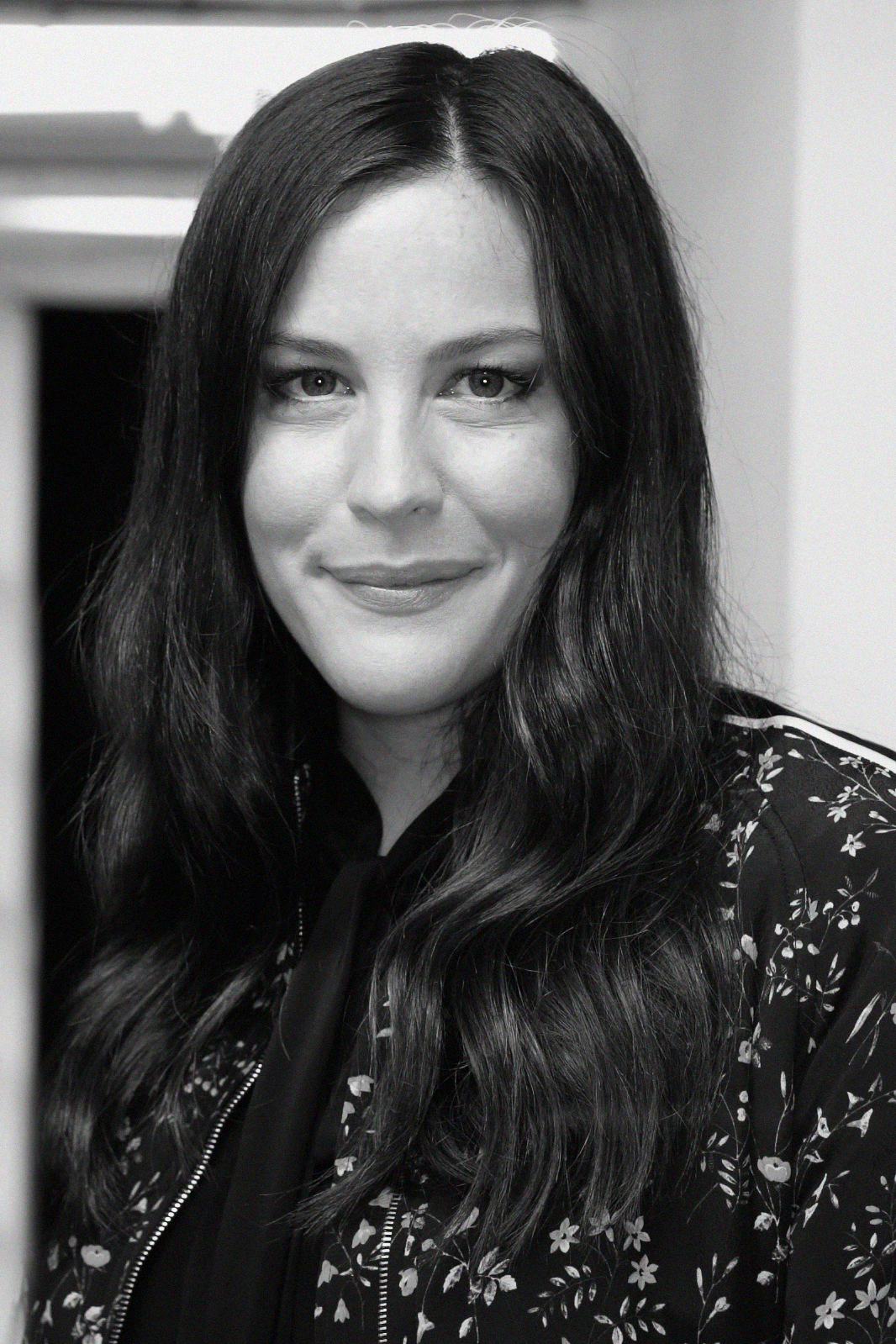
Liv Tyler (* 1977)

- Tyler, Lorraine K. (* 1945), britische Neuropsychologin und Kognitionswissenschaftlerin
- Tyler, Lyon Gardiner (1853–1935), amerikanischer Pädagoge, Ahnenforscher und Historiker
- Tyler, Martin (* 1945), englischer Fußballkommentator
- Tyler, Michael J. (1937–2020), australischer Herpetologe britischer Herkunft
- Tyler, Morris, US-amerikanischer Politiker
- Tyler, Moses Coit (1835–1900), amerikanischer Historiker und Literaturwissenschaftler
- Tyler, Nelson (* 1934), US-amerikanischer Erfinder, spezialisiert auf Kameratechnik
- Tyler, Nik (* 1984), US-amerikanischer Schauspieler, Filmregisseur, Filmproduzent und Drehbuchautor
- Tyler, Nikki (* 1972), US-amerikanische Pornodarstellerin
- Tyler, Parker (1904–1974), US-amerikanischer Autor und Filmkritiker
- Tyler, Paul, Baron Tyler (* 1941), britischer Politiker (Liberal Party, Liberal Democrats), Mitglied des House of Commons
- Tyler, Priscilla (1816–1889), US-amerikanische First Lady (1842–1844), Schwiegertochter des amerikanischen Präsidenten John Tyler
- Tyler, Ralph W. (1902–1994), US-amerikanischer Erziehungswissenschaftler
- Tyler, Rhys (* 1992), englischer Fußballspieler
- Tyler, Richard (1928–1990), US-amerikanischer Tontechniker und Toningenieur
- Tyler, Royall (1757–1826), US-amerikanischer Jurist und Dramatiker
- Tyler, Ruckus, US-amerikanischer Rockabilly-Sänger
- Tyler, Steven (* 1948), US-amerikanischer Rocksänger (Aerosmith)Steven Tyler (* 1948)

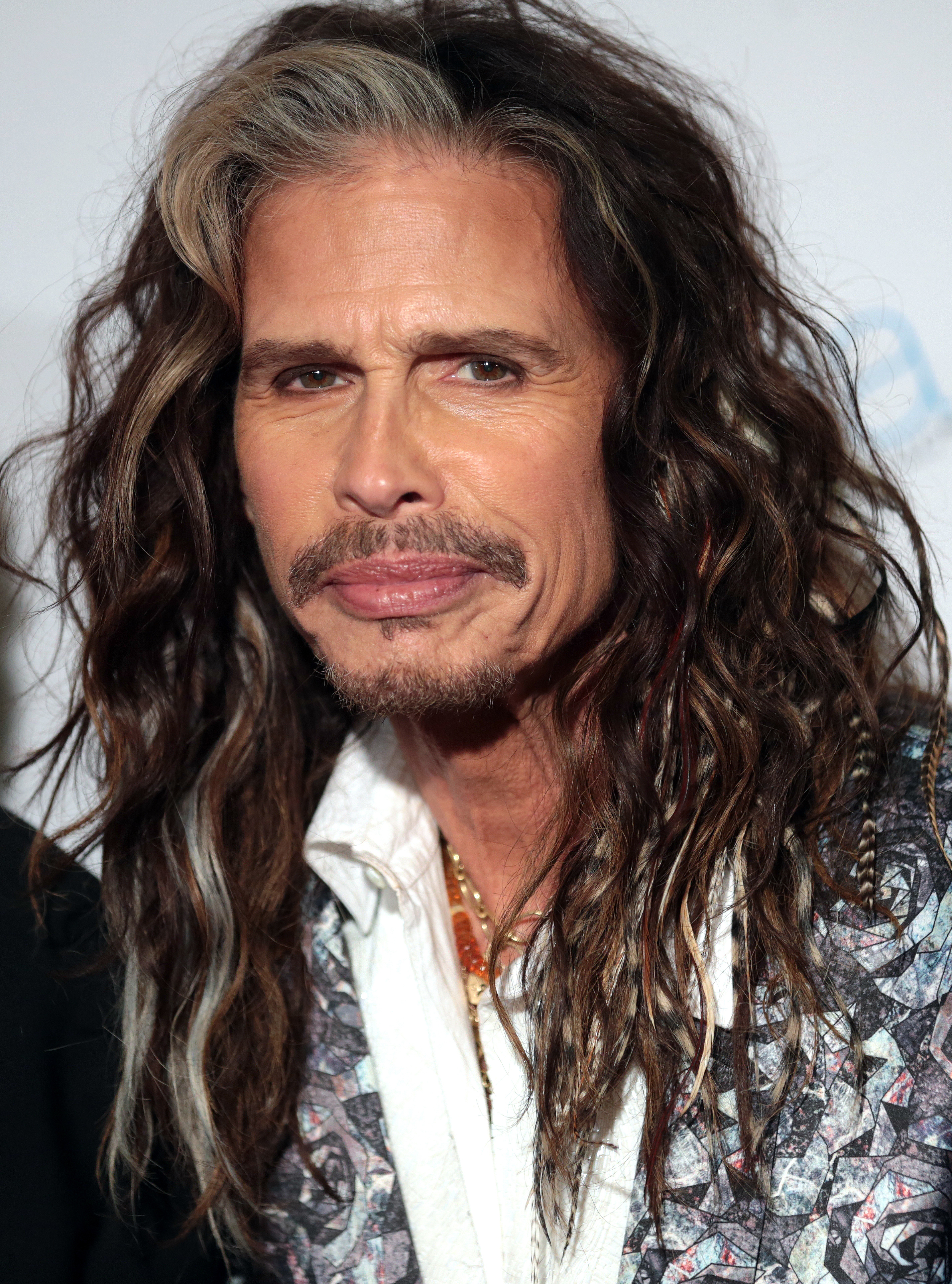
Steven Tyler (* 1948)

- Tyler, Steven G. (1956–2007), US-amerikanischer Schauspieler
- Tyler, T. Texas (1916–1972), US-amerikanischer Sänger
- Tyler, the Creator (* 1991), US-amerikanischer Rapper
- Tyler, Timothy L. (* 1968), US-amerikanischer Staatsbürger
- Tyler, Tom (1903–1954), US-amerikanischer Schauspieler in Stumm- und Tonfilmen
- Tyler, Walter H. (1909–1990), US-amerikanischer Szenenbildner
- Tyler, Wat (1341–1381), englischer Bauernführer
- Tyler, William Barber (1806–1849), US-amerikanischer römisch-katholischer Geistlicher, 1. Bischof von Hartford
- Tyler-Sharman, Lucy (* 1965), australische Radrennfahrerin
- Tyler1 (* 1995), amerikanischer Streamer
- Tylicki, Jacek (* 1951), US-amerikanischer Künstler
- Tylinski, Hans (* 1941), deutscher Fußballspieler
- Tylka, Louis (* 1970), US-amerikanischer Geistlicher und römisch-katholischer Bischof von Peoria
- Tyll, Axel (* 1953), deutscher Fußballspieler
- Tyllack, Thomas (* 1954), deutscher Künstler, Ausstellungskurator sowie Organisator von Kunst- und Kulturprojekten
- Tylle, Hans Dieter (* 1954), deutscher Maler
- Tyllesen, Michael (* 1973), dänischer Eiskunstläufer
- Tylo, Hunter (* 1962), US-amerikanische Schauspielerin, Autorin und ehemaliges ModelHunter Tylo (* 1962)

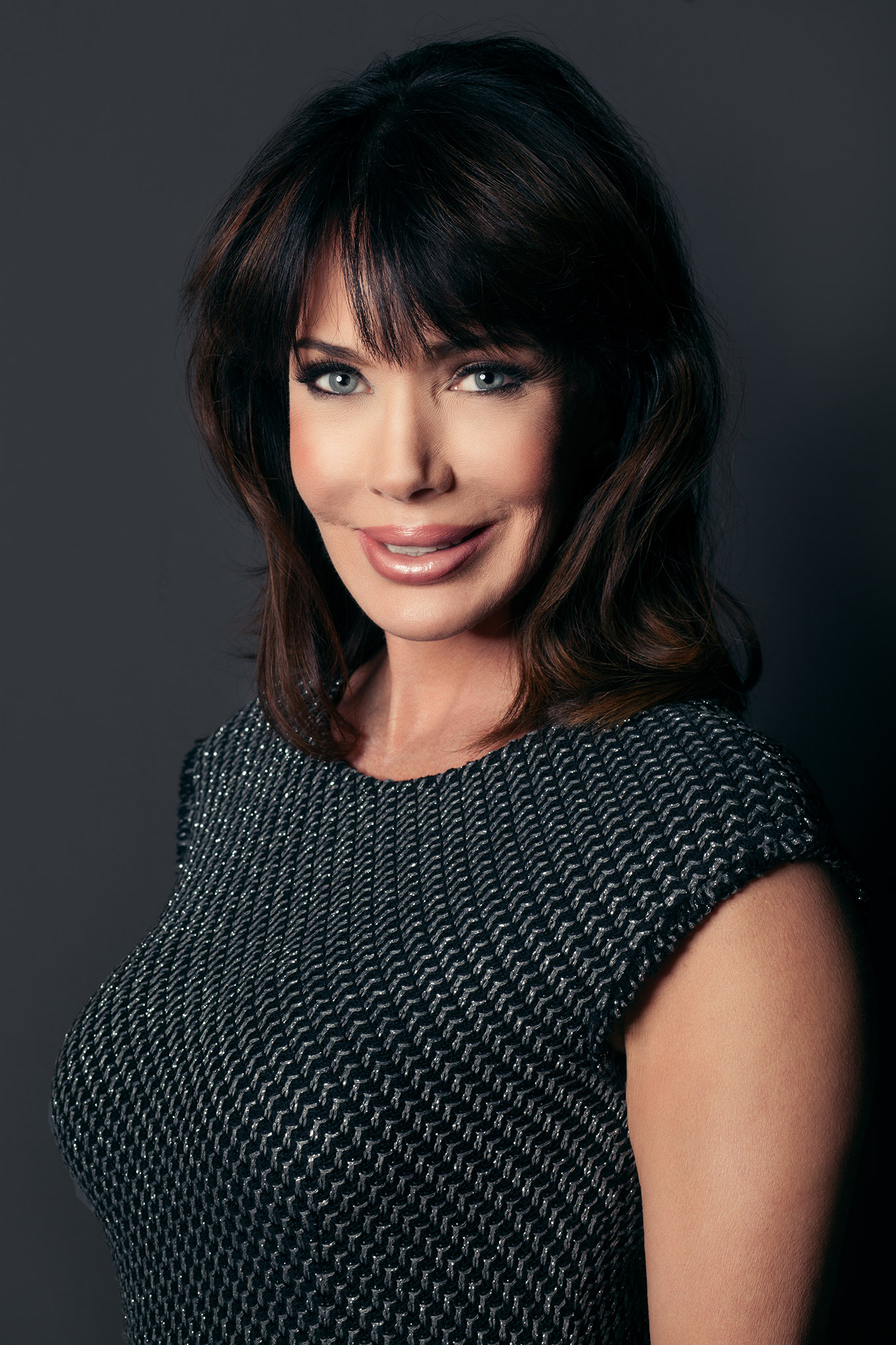
Hunter Tylo (* 1962)

- Tylo, Michael (1948–2021), US-amerikanischer Schauspieler
- Tylor, Edward B. (1832–1917), britischer Anthropologe
- Tylor, Jud (* 1979), kanadische Schauspielerin
- Tylová, Věra (* 1960), tschechoslowakische Sprinterin
- Tylšar, Bedřich (* 1939), tschechischer Hornist und Musikpädagoge
- Tylšar, Zdeněk (1945–2006), tschechischer Hornist
- Tylsch, Christian (* 1983), deutscher Kommunalpolitiker der CDU, Landrat des Landkreises Wittenberg

### Tym
- Tym, deutscher Musiker und Rapper
- Tym, Stanisław (1937–2024), polnischer Satiriker, Schauspieler, Regisseur und Autor
- Tyma, Karina (* 2000), polnische Squashspielerin
- Tymański, Tymon (* 1968), polnischer Musiker
- Tymenge, Apetzko von, Propst von Berlin und Domherr von Lebus
- Tymieniecka, Anna-Teresa (1923–2014), polnisch-amerikanische Philosophin, PhänomenologinAnna-Teresa Tymieniecka (1923–2014)

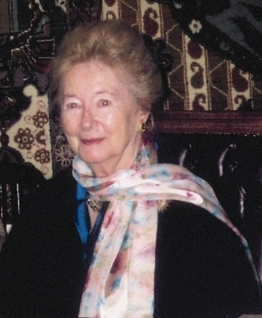
Anna-Teresa Tymieniecka (1923–2014)

- Tymińska, Karolina (* 1984), polnische Siebenkämpferin
- Tyminski, Dan (* 1967), US-amerikanischer Bluegrass-Musiker (Gesang, Mandoline und Gitarre)
- Tymiński, Stanisław (* 1948), kanadischer Geschäftsmann polnischer Herkunft
- Tymister, Hans Josef (1937–2017), deutscher Schulpädagoge
- Tymister, Markus (* 1965), deutscher römisch-katholischer Theologe
- Tymkewycz, Stefan (* 1959), schottischer Politiker
- Tymmermann, Franz, deutscher Maler
- Tymoczko, John L. (1948–2019), US-amerikanischer Biochemiker
- Tymoczko, Maria (* 1943), US-amerikanische Sprach- und Übersetzungswissenschaftlerin
- Tymon, Josh (* 1999), englischer Fußballspieler
- Tymoschenko, Jewhen (* 1988), ukrainischer Pokerspieler
- Tymoschenko, Julija (* 1960), ukrainische Politikerin, Ministerpräsidentin der UkraineJulija Tymoschenko (* 1960)

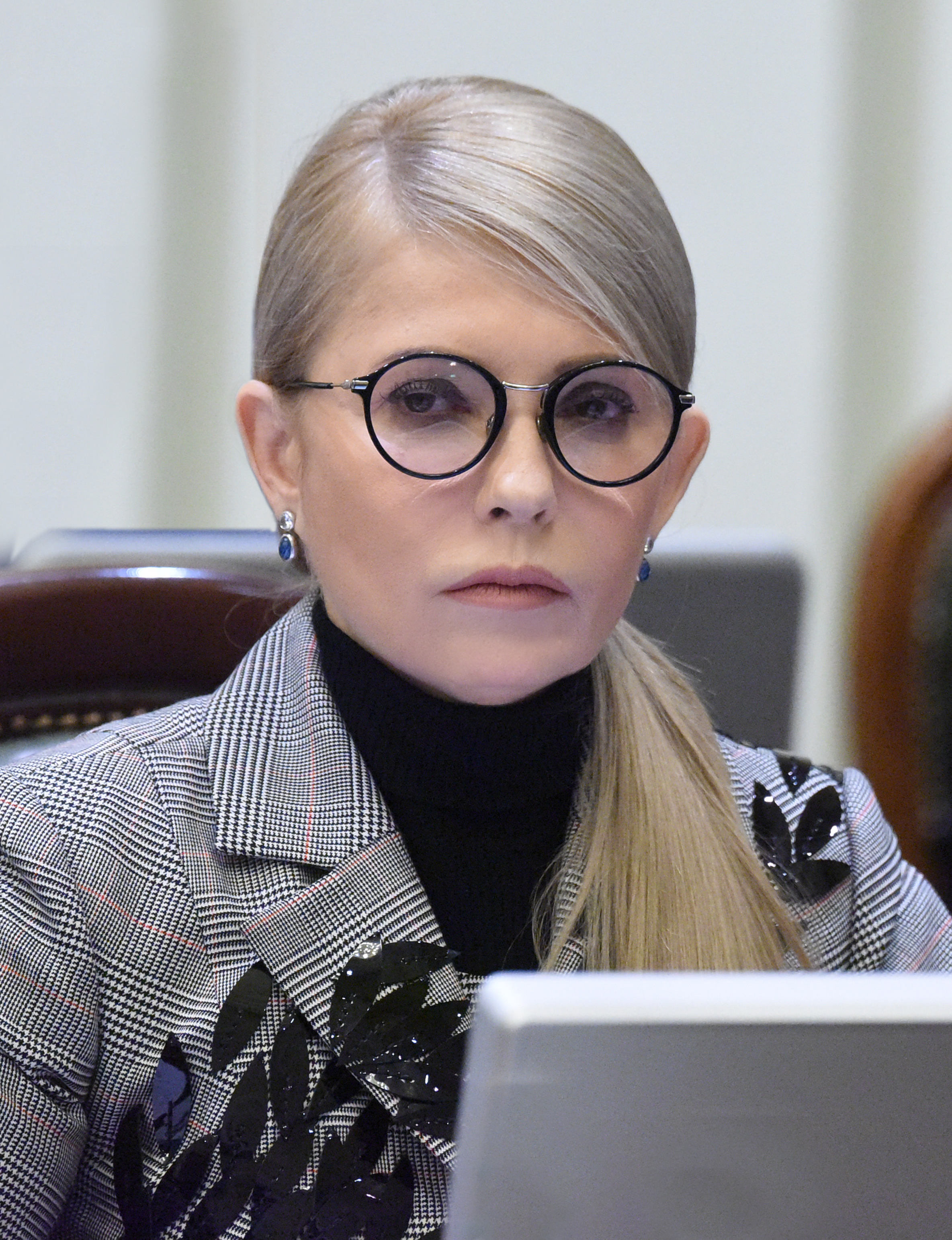
Julija Tymoschenko (* 1960)

- Tymoschenko, Kyrylo (* 1989), ukrainischer Politiker
- Tymoschenko, Luda (* 1978), ukrainische Dramatikerin, Drehbuchautorin, Künstlerin und Universitätsdozentin
- Tymoschenko, Oleksandra (* 1972), sowjetische bzw. ukrainische Turnerin
- Tymoschenko, Serhij (1881–1950), ukrainischer Architekt
- Tymoschenko, Stepan (1878–1972), ukrainischer Pionier der angewandten Mechanik
- Tymoschkina, Natalija Leonidiwna (* 1952), ukrainische Handballspielerin
- Tymoschtschenko, Pawlo (* 1986), ukrainischer Pentathlet
- Tymoschtschuk, Anatolij (* 1979), ukrainischer Fußballspieler
- Tympe, Johann Gottfried (1699–1768), deutscher orientalischer Philologe und evangelischer Theologe
- Tympel, Volkmar (* 1935), deutscher Fußballspieler
- Tympius, Matthäus (1566–1616), Rektor der Osnabrücker Domschule
- Tymrak, Erika (* 1991), US-amerikanische Fußballspielerin
- Tymtschenko, Jewhen (* 1996), ukrainischer Eishockeyspieler
- Tymtschenko, Oleh (* 1978), ukrainischer Eishockeyspieler
- Tymtschuk, Wolodymyr (* 1979), ukrainischer Schriftsteller, Dichter, Übersetzer, Militärangehöriger
- Tymtschyk, Oleksandr (* 1997), ukrainischer Fußballspieler

### Tyn
- Tynan, John A. (1927–2018), US-amerikanischer Journalist und Jazzautor
- Tynan, Katharine (1859–1931), irische Schriftstellerin
- Tynan, Kenneth (1927–1980), englischer Theaterkritiker und Autor
- Tyndale, Mark (* 1986), US-amerikanischer Basketballspieler
- Tyndale, William († 1536), englischer Reformator und BibelübersetzerWilliam Tyndale († 1536)

William Tyndale († 1536)

- Tyndall, Arthur M. (1881–1961), britischer Physiker
- Tyndall, John (1820–1893), irischer Physiker; erklärte als erster, weshalb der Himmel blau ist (Tyndall-Effekt)
- Tyndall, Joseph (* 1927), guyanischer Politiker (CARICOM)
- Tyndall, Nik (* 1963), deutscher Musiker der Fachrichtung Instrumental- und Elektronische Musik
- Tyndall, William T. (1862–1928), US-amerikanischer Politiker
- Tynell, Daniel (* 1976), schwedischer Skilangläufer
- Tynell, Paavo (1890–1973), finnischer Designer
- Tyner, Charles (1925–2017), US-amerikanischer Schauspieler
- Tyner, James Noble (1826–1904), US-amerikanischer Politiker
- Tyner, Jarvis (* 1941), US-amerikanischer Politiker
- Tyner, McCoy (1938–2020), US-amerikanischer Jazzpianist und KomponistMcCoy Tyner (1938–2020)

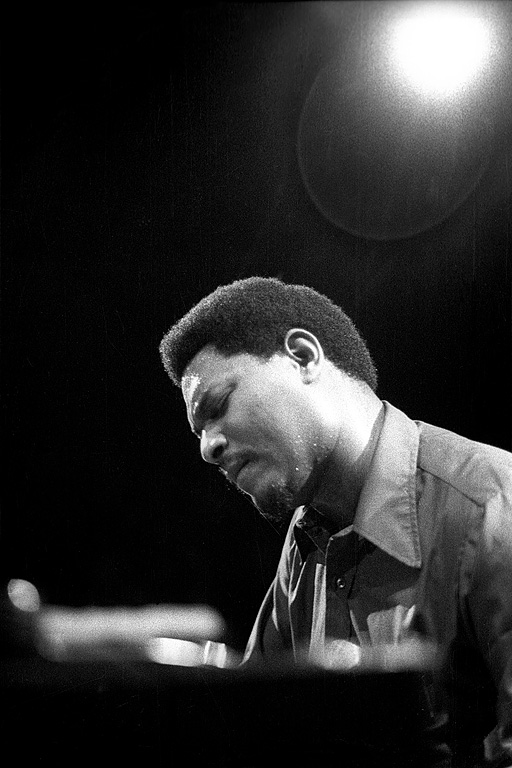
McCoy Tyner (1938–2020)

- Tynes, Karissa (* 1987), kanadische Schauspielerin
- Tynes, Keith (* 1954), US-amerikanischer Soul-, Gospel-, Jazz-, Pop- und Musical-Sänger, Entertainer und Komponist
- Tyng, Anne (1920–2011), chinesisch-amerikanische Architektin
- Tyng, Christopher (* 1955), US-amerikanischer Filmkomponist
- Tynjanow, Juri Nikolajewitsch (1894–1943), russischer Schriftsteller und Literaturwissenschaftler, einer der Hauptvertreter des russischen Formalismus
- Tynkkynen, Leo (1934–1971), finnischer Eisschnellläufer
- Tynkkynen, Oras (* 1977), finnischer Politiker (Grüner Bund), Mitglied des Reichstags
- Tynni, Aale (1913–1997), finnische Dichterin, Übersetzerin und Olympiasiegerin
- Tynnilä, Joanna (* 2001), finnische Fußballspielerin
- Tynowski, Cédrie (* 1996), Schweizer Handballnationalspieler
- Tynte, Edward († 1710), englischer Politiker; Gouverneur der Province of Carolina
- Tynybekowa, Aissuluu (* 1993), kirgisische Ringerin

### Tyo
- Tyombe, Joaquim Nhanganga (* 1969), angolanischer Geistlicher, römisch-katholischer Bischof von Uije

### Typ
- Typaldos, Nikolaos Xydias (1826–1909), griechischer Maler
- Typaldos, Stephen (1957–2006), US-amerikanischer Arzt und Osteopath und Begründer des Fasziendistorsionsmodells
- Type, Chris (* 1981), britischer Skeletonpilot
- Typhoon (* 1984), niederländischer Rapper
- Typhoon Producer (* 1977), deutscher Musikproduzent
- Typke, Heinrich August (1744–1830), deutscher evangelischer Theologe
- Typlt, Lubomír (* 1975), tschechischer Maler und Bildhauer
- Typsma, Jakob von (1608–1672), niederländischer Mediziner

### Tyr
- Týř, František, tschechoslowakischer Tennisspieler
- Tyra Haraldsdatter, Königin von NorwegenTyra Haraldsdatter

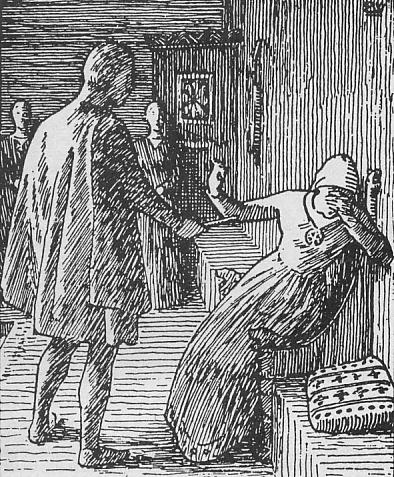
Tyra Haraldsdatter

- Tyra, Ralf (* 1958), deutscher lutherischer Theologe, Autor und Herausgeber
- Tyradellis, Daniel (* 1969), deutscher Philosoph und Kurator
- Tyrahn, Georg (1860–1917), deutscher Porträt- und Genremaler
- Tyrała, Sebastian (* 1988), deutsch-polnischer Fußballnationalspieler
- Tyrała, Tiffany (* 1984), polnische Biathletin
- Tyran, Jean-Robert (* 1967), Schweizer Wirtschaftswissenschaftler
- Tyrannion, Bischof von Antiochien
- Tyrannion, griechischer Grammatiker und Geograph
- Tyrannos, griechischer Rhetor
- Tyranny, Gene (1945–2020), amerikanischer Pianist und Komponist
- Tyranow, Alexei Wassiljewitsch (1801–1859), russischer Maler
- Tyranowski, Mariusz (* 1955), polnischer Basketballspieler
- Tyrawa, Jan (* 1948), polnischer Geistlicher, römisch-katholischer Bischof von Bydgoszcz
- Tyrberg, Johan (* 1963), schwedischer Geistlicher und Bischof
- Tyrberg, Tommy (* 1948), schwedischer Ornithologe, Logistikingenieur, Paläontologe und Militärhistoriker
- Tyre, Nedra (1921–1990), US-amerikanische Bibliothekarin und Schriftstellerin
- Tyrefors, Alexandra Karlsson (* 2001), schwedische Schauspielerin
- Tyrell of Heron, William († 1471), englischer Ritter
- Tyrell, Albrecht (1941–2017), deutscher Historiker und Museumsdirektor
- Tyrell, Dana (* 1989), kanadischer Eishockeyspieler
- Tyrell, Hartmann (* 1943), deutscher Soziologe
- Tyrell, Marcel, deutscher Ökonom
- Tyrell, Soozie (* 1957), US-amerikanische Geigerin, Sängerin und KomponistinSoozie Tyrell (* 1957)

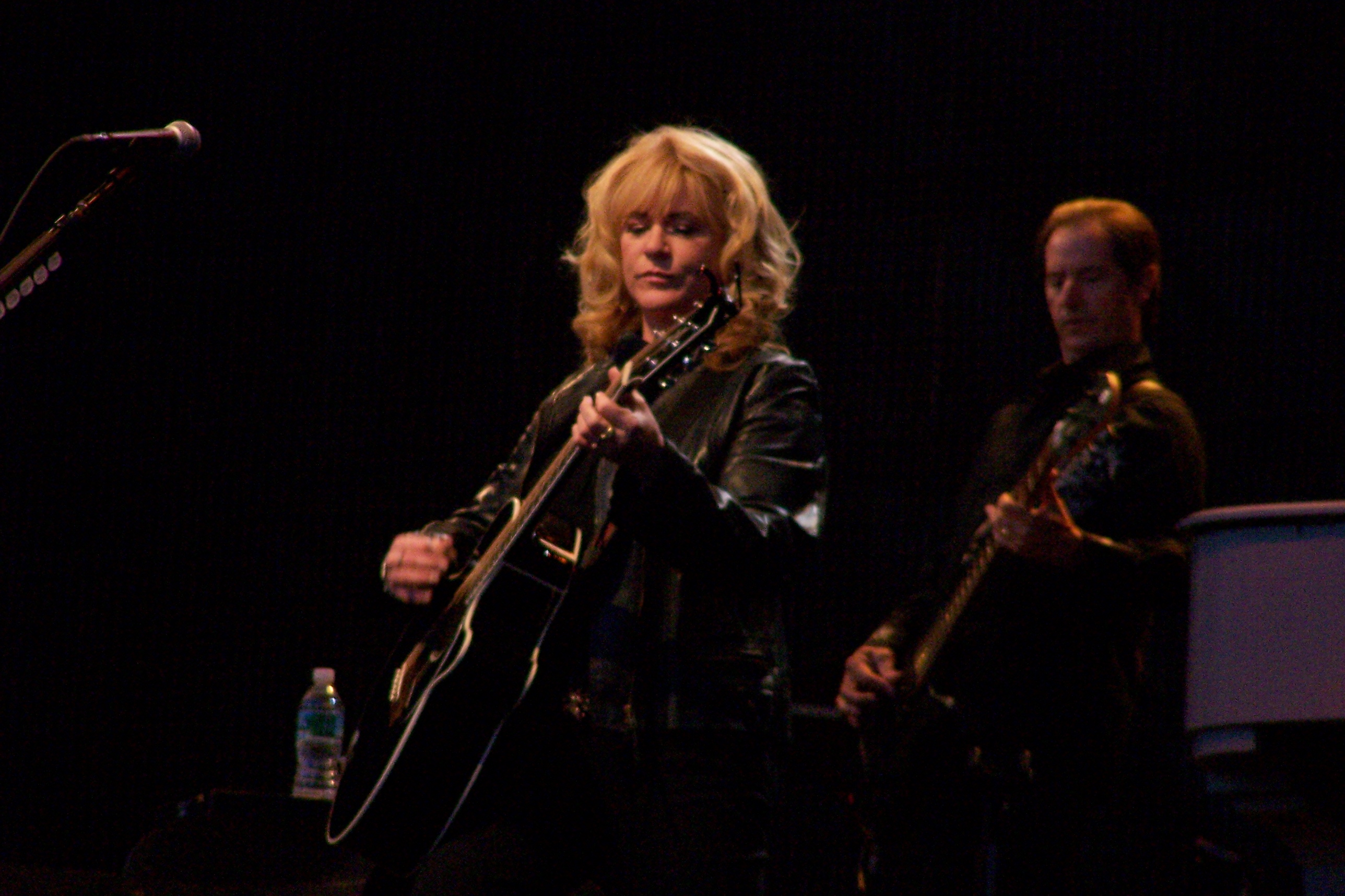
Soozie Tyrell (* 1957)

- Tyrell, William of Beeches († 1462), englischer Ritter
- Tyrell-Smith, Henry (1907–1982), irischer Motorradrennfahrer
- Tyrewala, Altaf (* 1977), indischer Dichter, Autor und Wirtschaftswissenschaftler
- Tyrgilsson, Peter († 1366), schwedischer Bischof und Politiker
- Tyrhtel, Bischof von Hereford
- Tyriespis († 325 v. Chr.), Satrap von Parapamisdae
- Tyril, Jón (* 1973), färöischer Rockmusiker und Musikmanager
- Tyrimmas, König von Makedonien
- Tyrka-Gebell, Stefanie (1854–1949), österreichische Theaterschauspielerin
- Tyrkas, Daniel (* 1975), deutscher Snowboarder in der Disziplin Halfpipe
- Tyrkir, Ziehvater von Leif Eriksson
- Tyrkow, Arkadi Wladimirowitsch (1859–1924), russischer Adliger
- Týrlová, Hermína (1900–1993), tschechische Regisseurin und Trickfilmproduzentin
- Tyrmand, Eta (1917–2008), belarussische Komponistin, Pianistin und Hochschullehrerin
- Tyrmand, Leopold (1920–1985), polnischer Schriftsteller und Publizist
- Tyrnau, Isaak, Rabbiner und Ritualist
- Tyrner, Björn (* 1984), österreichischer Medienberater, ehemaliger österreichischer Handballspieler
- Tyrock, Andreas (* 1963), deutscher Journalist
- Tyrode, Maël (* 2000), französischer Nordischer Kombinierer
- Tyroff, Johann Andreas (1801–1872), deutscher Verleger, Kupferstecher und Herausgeber einiger Wappenbücher
- Tyroff, Konrad (1771–1826), Heraldiker, Kupferstecher und Verleger
- Tyroler, Alexandru (1891–1973), ungarisch-rumänischer Schachspieler
- Tyroler, Armin (1873–1944), österreichischer Oboist
- Tyrolf, Walter (1901–1971), deutscher Staatsanwalt und Richter
- Tyroller, Eugen, deutscher Tischtennisspieler und -funktionär
- Tyroller, Karl (1914–1989), deutscher Kunstpädagoge, Künstler und Forscher
- Tyrolt, Rudolf (1848–1929), österreichischer Schauspieler und Schriftsteller
- Tyrrell, Agnes (1846–1883), tschechische Komponistin und Pianistin mit englischen Wurzeln
- Tyrrell, Alan (1933–2014), britischer Jurist und Politiker (Conservative Party), MdEP
- Tyrrell, Ann (1909–1983), US-amerikanische Schauspielerin
- Tyrrell, George (1861–1909), irischer römisch-katholischer Theologe und Schlüsselfigur des Modernismus
- Tyrrell, George Walter (1883–1961), britischer Geologe und Petrologe
- Tyrrell, Joseph Burr (1858–1957), kanadischer Geologe und Paläontologe
- Tyrrell, Kate (1863–1921), irische Kapitänin und Schiffseignerin
- Tyrrell, Ken (1924–2001), britischer Automobilrennfahrer und -rennstallbesitzerKen Tyrrell (1924–2001)

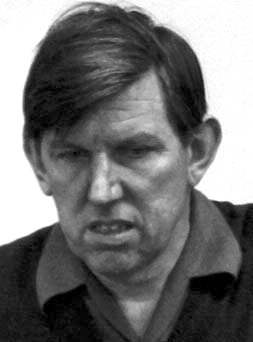
Ken Tyrrell (1924–2001)

- Tyrrell, Paul (* 1954), australischer Badmintonspieler
- Tyrrell, Susan (1945–2012), US-amerikanische Schauspielerin
- Tyrrell, William, 1. Baron Tyrrell (1866–1947), britischer Adliger und Beamter im Außenministerium
- Tyrš, Miroslav (1832–1884), tschechischer Kunstkritiker und Kunsthistoriker
- Tyrtaios, Elegiendichter
- Tyrtyschnikow, Andrei Wladimirowitsch (* 1980), russischer Bildhauer
- Tyrus (* 1973), US-amerikanischer Wrestler, Kabelnachrichten-Persönlichkeit und SchauspielerTyrus (* 1973)

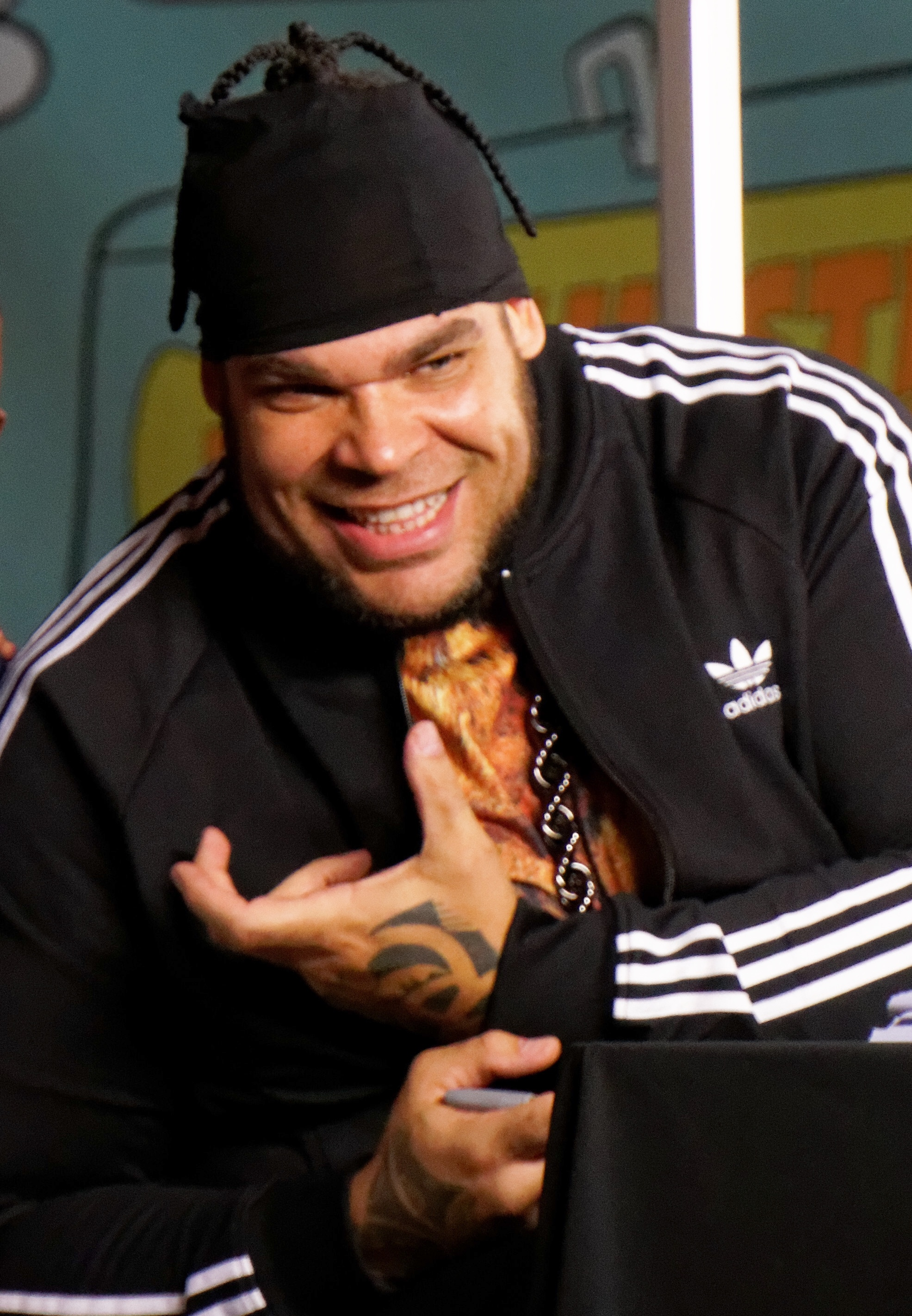
Tyrus (* 1973)

- Tyrväinen, Antti (1933–2013), finnischer Biathlet
- Tyrwhitt, Mary (1903–1997), britische Offizierin
- Tyrwhitt, Reginald (1870–1951), britischer Admiral
- Tyrwhitt-Wilson, Gerald, 14. Baron Berners (1883–1950), britischer Adliger, Komponist, Maler und Schriftsteller

### Tys
- Tysall, Walter (1880–1955), britischer Turner
- Tyschkewitsch, Regina Iossifowna (1929–2019), sowjetisch-belarussische Mathematikerin und Hochschullehrerin
- Tyschkewitsch, Tamara Andrejewna (1931–1997), sowjetische Leichtathletin und Olympiasiegerin
- Tyschko, Mychajlo (* 1959), sowjetischer Degenfechter
- Tyschler, Alexander Grigorjewitsch (1898–1980), russisch-sowjetischer Maler, Grafiker und Bühnenbildner
- Tyschler, Dawid Abramowitsch (1927–2014), sowjetischer Säbelfechter
- Tyschnych, Alexander Wladimirowitsch (* 1958), sowjetischer Eishockeytorwart
- Tyschtschenko, Artem (* 1993), ukrainischer Biathlet
- Tyschtschenko, Petro (* 1943), deutscher Geschäftsmann und Unternehmer
- Tyschtschenko, Witalij (* 1957), sowjetisch-ukrainischer Mittel- und Langstreckenläufer
- Tyshayeva, Anna, ukrainische Musikerin
- Tysiak, Amber (* 2000), belgische Fußballspielerin
- Tysilio († 640), walisischer Mönch, Abt und Bischof
- Tysoe, Alfred (1874–1901), britischer Leichtathlet
- Tyson, Alan (1926–2000), englischer Musikwissenschaftler
- Tyson, Anthony (* 1940), US-amerikanischer Physiker
- Tyson, Cathy (* 1965), britische Schauspielerin
- Tyson, Cicely (1924–2021), US-amerikanische Schauspielerin und FotomodelCicely Tyson (1924–2021)

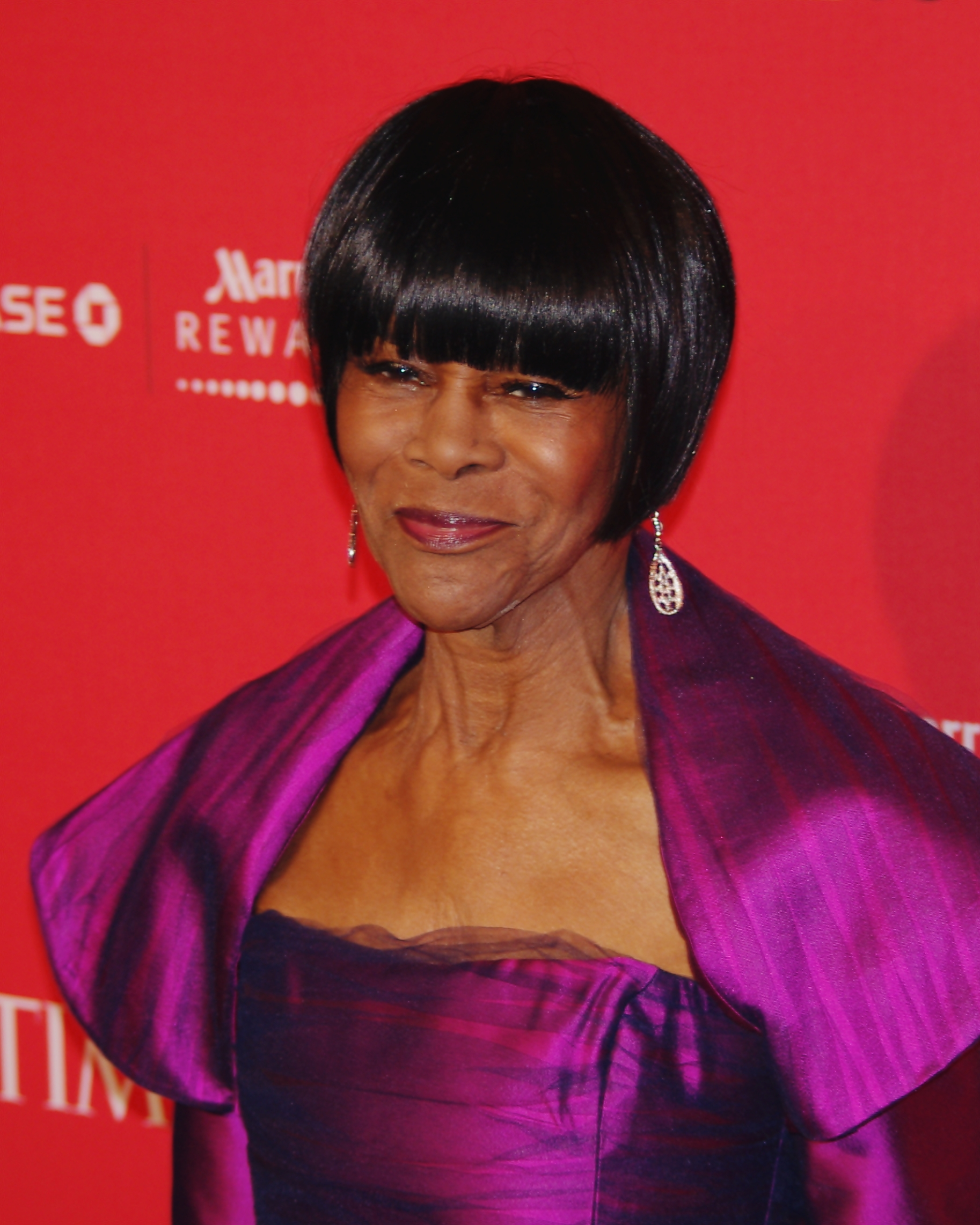
Cicely Tyson (1924–2021)

- Tyson, Edward (1650–1708), britischer Arzt und Zoologe
- Tyson, Elliot (* 1952), US-amerikanischer Tontechniker
- Tyson, Ian (1933–2022), kanadischer Country- und Folk-Sänger
- Tyson, Jacob (1773–1848), US-amerikanischer Jurist und Politiker
- Tyson, Job Roberts (1803–1858), US-amerikanischer Politiker
- Tyson, John R. (1856–1923), US-amerikanischer Jurist und Politiker (Demokratische Partei)
- Tyson, Joseph B. (* 1928), amerikanischer Theologe, Hochschullehrer und Geistlicher
- Tyson, Joseph Jude (* 1957), US-amerikanischer Geistlicher, Bischof von Yakima
- Tyson, June (1936–1992), US-amerikanische Sängerin des freien und Avantgarde Jazz
- Tyson, Laura D. (* 1947), US-amerikanische Ökonomin Hochschullehrerin, Dekanin der London Business School
- Tyson, Lawrence (1861–1929), US-amerikanischer Politiker, Unternehmer und General
- Tyson, Mike (* 1966), US-amerikanischer SchwergewichtsboxerMike Tyson (* 1966)

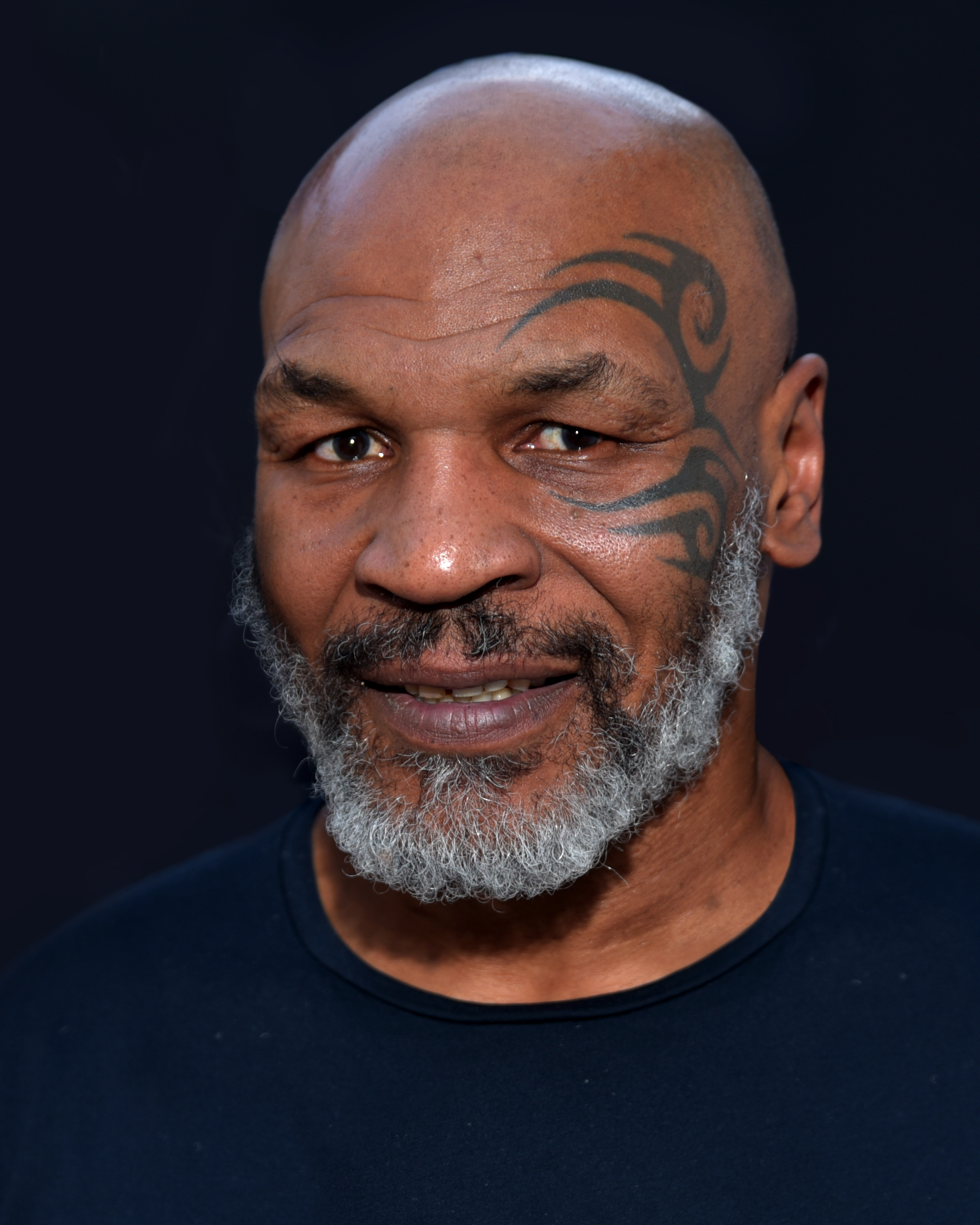
Mike Tyson (* 1966)

- Tyson, Nathan (* 1982), englischer Fußballspieler
- Tyson, Neil deGrasse (* 1958), US-amerikanischer Physiker und Astrophysiker
- Tyson, Richard (* 1961), US-amerikanischer Schauspieler
- Tyson, Sylvia (* 1940), kanadischer Country- und Folk-Sänger
- Tyson, Tiger (* 1977), US-amerikanischer Pornodarsteller
- Tyson, Tiger (* 2002), antiguanischer Kitesurfer
- Tysse, Erik (* 1980), norwegischer Leichtathlet
- Tyssen-Amherst, William, 1. Baron Amherst of Hackney (1835–1909), britischer Politiker, Mitglied des House of Commons und Sammler
- Tyssot de Patot, Simon (1655–1738), französischer utopischer Schriftsteller
- Tyssowski, Jan (1811–1857), Führer im polnischen Aufstand (1846)
- Tyszblat, Michel (1936–2013), französischer Maler
- Tyszka, Armin von (1864–1934), deutscher Verwaltungsbeamter
- Tyszka, Carl von (1873–1935), deutscher Finanzwissenschaftler
- Tyszka, Gotthard von (1801–1877), preußischer Jurist, Rittergutsbesitzer und Reichstagsabgeordneter
- Tyszka, Stanisław (* 1979), polnischer Politiker und Jurist
- Tyszkiewicz, Aleksander (* 1862), polnischer Maler und Amateurfotograf
- Tyszkiewicz, Beata (* 1938), polnische SchauspielerinBeata Tyszkiewicz (* 1938)

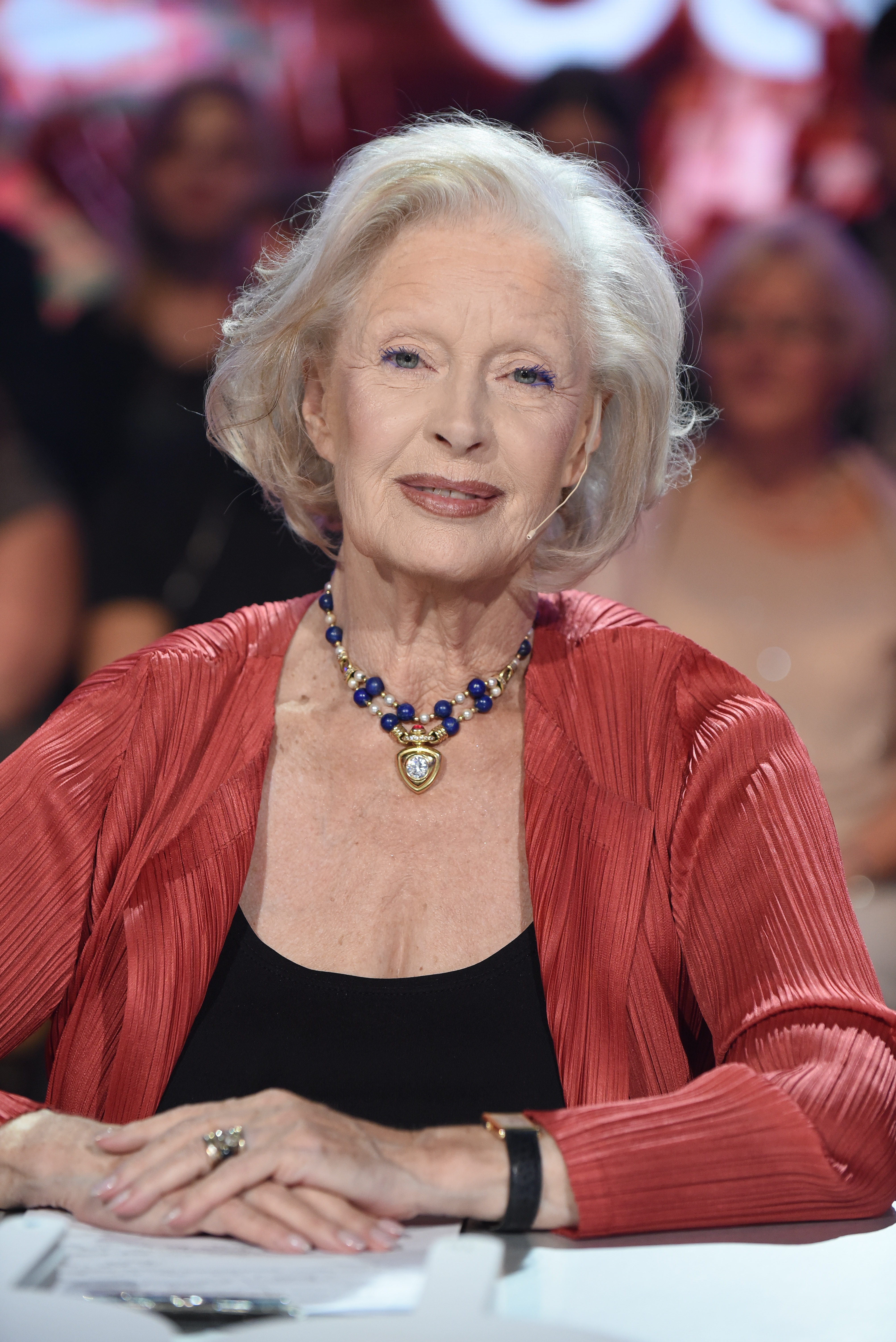
Beata Tyszkiewicz (* 1938)

- Tyszkiewicz, Krzysztof (* 1980), polnischer Politiker (Platforma Obywatelska), Mitglied des Sejm
- Tyszkiewicz, Piotr (* 1970), polnischer Fußballspieler und -trainer
- Tyszkiewicz, Robert (* 1963), polnischer Politiker (Platforma Obywatelska), Mitglied des Sejm
- Tyszko, Oskar (1909–1975), deutscher Bibliothekar
- Tyszkowic, Iwan († 1611), polnischer Gutsbesitzer

### Tyt
- Tytgat, Edgard (1879–1957), belgischer Maler und Illustrator
- Tytingvåg, Randi (* 1978), norwegische Singer-Songwriterin und Schauspielerin
- Tytler, James, schottischer Apotheker
- Tytler, Robert Christopher (1818–1872), britischer Offizier und Fotograf
- Tytoń, Przemysław (* 1987), polnischer Fußballtorhüter
- Tytschyna, Pawlo (1891–1967), sowjetisch-ukrainischer Dichter, Übersetzer und Politiker
- Tyttla, König des angelsächsischen Reiches von East Anglia
- Tytus, Robb de Peyster (1876–1913), US-amerikanischer Künstler, Farmer, Politiker und Amateurarchäologe in Ägypten

### Tyu
- Tyus, Alex (* 1988), US-amerikanisch-israelischer Basketballspieler
- Tyus, Marcus (* 1994), US-amerikanischer Basketballspieler
- Tyus, Wyomia (* 1945), US-amerikanische Leichtathletin

### Tyy
- Tyynismaa, Petteri (* 2003), finnischer Volleyballspieler

### Tyz
- Tyzack, Margaret (1931–2011), britische SchauspielerinMargaret Tyzack (1931–2011)

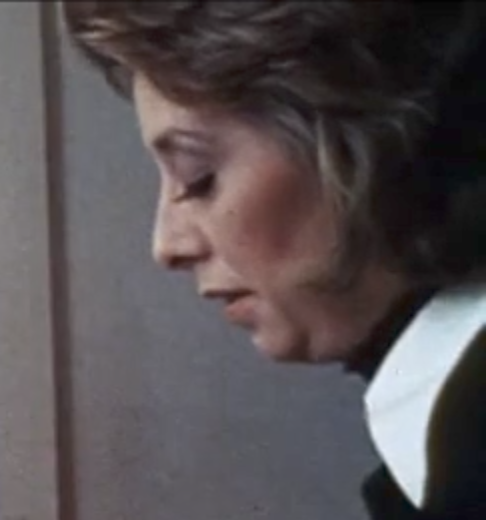
Margaret Tyzack (1931–2011)

- Tyzack, Michael (1933–2007), britischer Maler und Grafiker
- Tyzenhauz, Antoni (1733–1785), polnischer Staatsmann und Unternehmer
- Tyzenhauz, Konstantin (1786–1853), polnisch-litauischer Ornithologe